# Майзельдорф
Майзельдорф (нем. Meiseldorf) — коммуна (нем. Gemeinde) в Австрии, в федеральной земле Нижняя Австрия. 
Входит в состав округа Хорн.  Население составляет 955 человек (на 31 декабря 2005 года). Занимает площадь 35,45 км². Официальный код  —  31114.

## Политическая ситуация
Бургомистр коммуны — Йозеф Даниль (АНП) по результатам выборов 2005 года.
Совет представителей коммуны (нем. Gemeinderat) состоит из 15 мест.
- АНП занимает 10 мест.
- СДПА занимает 5 мест.